# Paweł Karol Sanguszko
Paweł Karol Sanguszko herbu Pogoń Litewska (ur. 1680, zm. 14 kwietnia 1750 w Zahajcach na Wołyniu) – książę, marszałek wielki litewski od 1734, marszałek nadworny litewski od 1713, podskarbi nadworny litewski od 1711. VII ordynat ostrogski, pułkownik gwardii litewskiej, starosta krzemieniecki i czerkaski, odznaczony Orderem Orła Białego. W 1708 roku był stolnikiem litewskim, w 1709 roku ustąpił z urzędu po powrocie Augusta II Mocnego, sędzia kapturowy na sejmie elekcyjnym 1733 roku.
Był członkiem konfederacji generalnej zawiązanej 27 kwietnia 1733 roku na sejmie konwokacyjnym. W czasie elekcji w 1733 roku został sędzią generalnego sądu kapturowego. Był elektorem Augusta III Sasa w 1733 roku. W 1735 roku podpisał uchwałę Rady Generalnej konfederacji warszawskiej. 

## Życiorys
Pochodził ze znanej i szanowanej rodziny litewskiej. Jego matka Konstancja, była córką Pawła Jana Sapiehy, hetmana wielkiego litewskiego. Ojciec Hieronim Sanguszko (1651–1684) był dworzaninem królewskim i starostą suraskim. Sam Paweł Karol był prawnukiem Samuela Szymona. Jego starszy brat Kazimierz Antoni uzyskał tytuł marszałka nadwornego litewskiego, a siostra Anna Katarzyna wyszła za mąż za Karola Stanisława Radziwiłła, kanclerza wielkiego litewskiego. Pierwszą żoną była Bronisława Pieniążkówna. Przez małżeństwo z Marianną Lubomirską wszedł w posiadanie olbrzymiej ordynacji ostrogskiej, którą zagospodarował i wybudował tam szereg kościołów.
Trzecią żoną była Barbara z Duninów (1718–1791). Ślub odbył się 17 kwietnia 1735 roku we franciszkańskim kościele w Warszawie, a udzielał go biskup krakowski Jan Aleksander Lipski. W trakcie tego małżeństwa urodziło się jedenaścioro dzieci, z których przeżyło sześcioro.
Książę Paweł Karol Sanguszko miał czterech synów: Janusza Aleksandra z drugiej żony oraz Janusza Modesta, Hieronima Janusza i Józefa Paulina z trzeciej żony.
Pogrzebany w kościele kapucynów w Lublinie, jego serce zostało pochowane w kościele farnym w Lubartowie.

## Upamiętnienie
- Jego imieniem nazwano Zespół Szkół nr 2 w Lubartowie[10].